# Püspökmolnári
Püspökmolnári é um município da Hungria, situado no condado de Vas. Tem 15,1 km² de área e sua população em 2015 foi estimada em 848 habitantes.